# Erich Wulff
Erich Adalbert Wulff (* 6. November 1926 in Tallinn, Estland; † 31. Januar 2010 in Paris) war ein deutscher Psychiater und Professor für Sozialpsychiatrie. Einen Teil seiner Veröffentlichungen verfasste er unter dem Pseudonym Georg W. Alsheimer.

## Leben
Erich Wulff wuchs als Sohn eines Lungenarztes in Tallinn in der damaligen Republik Estland auf, wo er auch das Gymnasium besuchte. Während der Zeit des Nationalsozialismus wurde er 1939 mit seiner Familie als „Baltendeutscher“ nach Posen umgesiedelt, wo er auf die Hindenburgschule ging. Nach Absolvierung des Reichsarbeitsdienstes 1943 wurde Wulff 1944 zur Wehrmacht einzogen und war 1944/45 Kriegsteilnehmer an der Ostfront, wurde wegen einer Lungenerkrankung in das Heimatlazarett Lingen/Ems verlegt und kam anschließend als Kriegsgefangener in das französische Lazarett Tournai. In Lippstadt wurde er aus der Kriegsgefangenschaft entlassen.
Er machte 1947 sein Abitur in Lippstadt und studierte von 1947 bis 1953 Medizin und Philosophie an der Universität zu Köln, gefolgt von einem Studienaufenthalt in Frankreich. In Köln freundete er sich mit Karlheinz Stockhausen an. Seine Ausbildung zum Psychiater machte er nach dem Staatsexamen 1953 an den Universitäten von Marburg, mit einem Stipendium 1953/1954 an der Sorbonne, 1956 als Assistent einer Bayreuther Privatklinik und 1957 als Volontär und Assistent in Freiburg im Breisgau an der Psychiatrischen und Neurologischen Universitäts-Klinik, wo er 1960 promoviert wurde. Von 1961 bis 1967 erfüllte er im Team unter Horst-Günther Krainick einen Lehrauftrag an der medizinischen Fakultät der Universität Huế in Vietnam. Das Engagement Wulffs für Mitglieder der südvietnamesischen Opposition führte zu einer schwierigen Lage, das Projekt stand kurz vor dem Scheitern, Wulff wurde ausgewiesen. Nach einem Regierungswechsel konnte er zurückkehren. Ende 1967 spitzte sich die Sicherheitslage zu, Wulff reiste als erster aus. Seine Kollegen und die Ehefrau Krainicks wurden wenig später während der Tet-Offensive in der Zeit der Besetzung Hues durch vietnamesische Einheiten entführt und ermordet. Die deutsche Hilfe wurde daraufhin eingestellt. Zeitlich parallel zur Entführung nahm Wulff in Berlin am Vietnamkongress teil.
Unter dem Pseudonym Georg W. Alsheimer berichtete er in einem damals vielbeachteten Buch über seine Erlebnisse. In Deutschland engagierte er sich in der antiimperialistischen Vietnam- und Friedensbewegung. Als erster Psychiater in leitender Position öffnete er Ende der 1960er Jahre, weit vor jeder Psychiatriereform, die Türen einer geschlossenen Abteilung. Früh unterhielt er Kontakte zu Franco Basaglia und einer internationalen Gruppe von Psychiatern, die eine Reformierung der Psychiatrie für dringend erforderlich hielten.
Von 1968 bis 1974 arbeitete er als Oberarzt der Psychiatrie-Klinik am Universitätsklinikum Gießen, wo er sich 1969 habilitierte, und wurde Professeur associé an der Universität Paris VIII. 1974 wurde er auf die neu geschaffene Professur für Sozialpsychiatrie an der Medizinischen Hochschule Hannover berufen.
Wulff ist einer der Mitbegründer der deutschen Psychiatriereform. Seine speziellen Interessensgebiete waren Ethnopsychiatrie und Strukturanalyse des Wahnsinns, angeregt von Georges Devereux. Er war Redaktionsmitglied der marxistischen Zeitschrift Das Argument und der Zeitschrift Sozialpsychiatrische Informationen. Von 1979 bis 1989 gehörte er zum Kreis der Herausgeber der Zeitschrift Demokratisches  Gesundheitswesen.
1994 erfolgte seine Emeritierung. 2003 zog Erich Wulff mit seiner Ehefrau nach Paris.

## Veröffentlichungen

### Monografien
- Georg W. Alsheimer (Pseudonym): Vietnamesische Lehrjahre. Sechs Jahre als deutscher Arzt in Vietnam 1961-1967. Suhrkamp, Frankfurt am Main 1968.
- Psychiatrie und Klassengesellschaft. Zur Begriffs- und Sozialkritik der Psychiatrie und Medizin. Athenäum, Frankfurt am Main 1972, ISBN 3-7610-5813-6.
- Georg W. Alsheimer (Pseudonym): Eine Reise nach Vietnam. Suhrkamp, Frankfurt am Main 1979, ISBN 3-518-37128-2.
- Psychisches Leiden und Politik. Ansichten der Psychiatrie. Campus, Frankfurt am Main 1981, ISBN 3-593-32940-9.
- Wahnsinnslogik. Von der Verstehbarkeit schizophrener Erfahrung. Psychiatrie-Verlag, Bonn 1995, ISBN 3-88414-193-7.
- Irrfahrten. Autobiographie eines Psychiaters. Psychiatrie-Verlag, Bonn 2001, ISBN 978-3-88414-301-8.
- Das Unglück der kleinen Giftmischerin und zehn weitere Geschichten aus der Forensik. Psychiatrie-Verlag, Bonn 2005, ISBN 3-88414-390-5.
- Vietnamesische Versöhnung: Tagebuch einer Reise 2008 zu Buddhas und Ho Chi Minhs Geburtstag. Argument Verlag, Hamburg 2009, ISBN 978-3-88619-473-5

### Aufsätze
- Grundfragen transkultureller Psychiatrie. In: Das Argument. H. 50, 1969, S. 227–247 (online); Nachdruck in: Argument Studienhefte. H. 23, Berlin 1979.
- Der Arzt und das Geld. In: Das Argument. H. 69 (1971), Nachdruck in: Argument Studienhefte. SH. 11, Berlin 1978.
- Psychopathie? – Soziopathie? In: Das Argument. H. 71 (1972), S. 62–78 (online).
- Psychiatrie und Herrschaft. Politische Indienstnahme der Psychiatrie in West und Ost. In: Das Argument. H. 110, 1978, S. 503–517 (online), H. 111, 1978, S. 672–702 (online); Nachdruck in: Argument Studienhefte. H. 34, Berlin 1979.

### Herausgeberschaft
- Ethnopsychiatrie. Seelische Krankheit, ein Spiegel der Kultur? Akademische Verlagsgesellschaft, Wiesbaden 1978, ISBN 978-3-400-00360-4